# Achatinella apexfulva
Achatinella apexfulva (лат.) — исчезнувший вид брюхоногих моллюсков из семейства ахатинеллид (Achatinellidae), типовой вид рода Achatinella. Эндемик острова Оаху (Гавайские острова, США), где жил в лесах. Основной причиной вымирания стала интродукция на остров другого вида улиток — Euglandina rosea.
В январе 2019 года последний известный представитель вида по имени Джордж умер в возрасте примерно 14 лет. Джордж умер в неволе, в дикой природе Achatinella apexfulva исчезли ещё раньше. При этом, по состоянию на январь 2019 года, МСОП ещё не присвоил виду охранный статус «Исчезнувшие виды» (EX), оставив статус «Находящиеся на грани полного исчезновения» (CR).